# Ragvon
Ragvon (hangul: 락원군, Ragvon-kun, handzsa: 樂園郡, RR: Ragwŏn-kun, ’édenkert’) megye Észak-Koreában, Dél-Hamgjong (Hamgyŏng) tartományban. 1952-ben választották le Hamdzsu (Hamju) és Hongvon (Hongwŏn) külterületeiből Thödzso (퇴조; 退潮, T'oejo) néven és emelték megyei rangra. 1982-ben nyerte el mai nevét.

## Földrajza
Északról Hongvon (Hongwŏn), északnyugatról és nyugatról Hamhung (Hamhŭng), délről és keletről a Japán-tenger (Keleti-tenger határolja.
Legmagasabb pontja a 733 méter magas Csangdzsebudokszan (장재부덕산; 장재부덕山, Changjaebudŏksan).

## Közigazgatása
1 községből (up (ŭp)), 11 faluból (ri (ri)) és 1 munkásnegyedből (rodongdzsagu (rodongjagu)) áll:
| - Ragvon-up (락원읍; 樂園邑, Ragwŏn-ŭp) - Szamho-rodongdzsagu (삼호로동자구; 三号勞動者區, Samho-rodongjagu) - Rjoho-ri (려호리; 呂湖里, Ryŏho-ri) - Szadong-ri (사동리; 寺洞里, Sadong-ri) - Szangszong-ri (상송리; 上松里, Sangsong-ri) - Szodzsung-ri (서중리; 西中里, Sŏjung-ri) - Szepho-ri (세포리; 細浦里, Sep'o-ri) | - Szonghe-ri (송해리; 松海里, Songhae-ri) - Sinphung-ri (신풍리; 新豊里, Sinp'ung-ri) - Csanghung-ri (장흥리; 長興里, Changhŭng-ri) - Cshondzsung-ri (천중리; 川中里, Ch'ŏnjung-ri) - Hungszang-ri (흥상리; 興上里, Hŭngsang-ri) - Hungszo-ri (흥서리; 興西里, Hŭngsŏ-ri) |

## Gazdaság
Ragvon (Ragwŏn) megye gazdasága halászatra, halfeldolgozóiparra, vinil- és cementgyártásra épül.

## Oktatás
Ragvon (Ragwŏn) megye egy gépipari főiskolának, 13 általános és 13 középiskolának ad otthont.

## Egészségügy
A megye számos egészségügyi intézménnyel rendelkezik, köztük 2 megyei és számos helyi kórházzal.

## Közlekedés
A megye közutakon a szomszédos helységek felől közelíthető meg. A megye vasúti kapcsolattal rendelkezik, a Phjongna (P'yŏngra) vonal része.